# María Casares
María Casares (fransk stavning Maria Casarès), ursprungligen María Victoria Casares Pérez, född 21 november 1922 i A Coruña i Spanien, död 22 november 1996 i Alloue i Frankrike, var en fransk skådespelare med galiciskt ursprung. Hon var dotter till den galiciske politikern Santiago Casares Quiroga, som var minister under Andra spanska republiken.
María Casares anses vara en av de främsta franska tragediennerna och gjorde flera stora filmroller framförallt under 1940- och 1950-talen, bland annat i Marcel Carnés Paradisets barn (1945), Robert Bressons Damerna i Boulognerskogen (1945) och Jean Cocteaus Orphée (1950).

## Filmografi i urval
- 1945 – Paradisets barn
- 1945 – Damerna i Boulognerskogen
- 1948 – Borgen i Parma
- 1950 – Orphée
- 1960 – Orfeus testamente (ej krediterad)
- 1988 – Franska stunder